# Michellie Jones
Pour les articles homonymes, voir Jones.
Michellie Jones, née le 6 septembre 1969 à Fairfield, New South Wales (en), est une triathlète professionnelle australienne.
Elle est médaillée olympique, championne du monde de triathlon et de triathlon Ironman.

## Biographie
Michellie Jones commence la compétition professionnelle en triathlon en 1990 et gagne en 1992 et 1993 les championnats du monde de triathlon. Elle participe et remporte en 1996, l'édition inaugurale du championnat du monde de Xterra Triathlon. Elle gagne douze épreuves de Coupe du monde durant sa carrière (Orange County et Amakusa 1993, Monte-Carlo 1998, Cancún Auckland et Corner Brook 1998, Auckland Sydney et Big Island 1999, Sydney et Big Island 2000, St Petersburg 2002) et remporte la coupe du monde en 1998 et en 2000.
Lors des Jeux olympiques d'été de 2000 à Sydney, Michellie Jones  remporte une médaille d'argent dans l'épreuve de triathlon avec un temps de 2 h 0 min 42 s 055, ce sport faisant sa première apparition aux Jeux. Elle est devancée par la Suisse Brigitte McMahon, l'autre Suisse Magali Messmer terminant troisième.
À partir de 2003, elle s'engage sur des compétitions longues et très longues distances et prend la seconde place en 2005 du championnat du monde d'Ironman dernière la Suissesse Natascha Badmann. En 2006 après avoir remporté l'Ironman Arizona, elle devient championne du monde lors de l'épreuve de Kona à Hawaï et devient la première triathlète australienne à remporter ce titre. Elle est également en 2015, la seule triathlète de l'histoire à être monté sur les podiums des championnats du monde de triathlon, du championnat du monde d'Ironman et des Jeux olympiques.
Michellie Jones se tourne vers l'entrainement de triathlètes tout en continuant de participer à des compétitions à partir de 2012. Elle est introduite dans le Hall of Fame Sport Australia en 2014, où elle est citée comme un exemple pour toutes les sportives australiennes.
En 2016 et à l'âge de 47 ans, elle sert de guide à sa compatriote Katie Kelly lors de la première épreuve de paratriathlon olympique de l'histoire lors des Jeux paralympiques à Rio de Janeiro en catégorie PT5 (déficience visuelle). Katie Kelly remporte en sa compagnie la première médaille d'or de l'histoire dans cette catégorie.

## Palmarès
Le tableau présente les résultats les plus significatifs (podium) obtenus sur le circuit international de triathlon depuis 1991.
| Année | Compétition                                  | Pays             | Position           | Temps           |
| ----- | -------------------------------------------- | ---------------- | ------------------ | --------------- |
| 2006  | Ironman - Championnat du monde à Kailua-Kona | États-Unis       | Médaille d'or      | 9 h 18 min 31 s |
| 2005  | Ironman - Championnat du monde à Kailua-Kona | États-Unis       | Médaille d'argent  | 9 h 11 min 51 s |
| 2004  | Ironman Floride                              | États-Unis       | Médaille d'or      |                 |
| 2003  | Championnat du monde                         | Nouvelle-Zélande | Médaille de bronze | 2 h 8 min 5 s   |
| 2003  | Coupe du monde - Classement Général          |                  | Médaille de bronze |                 |
| 2001  | Championnat du monde                         | Canada           | Médaille d'argent  | 1 h 59 min 41 s |
| 2000  | Jeux olympiques - Sydney                     | Australie        | Médaille d'argent  | 2 h 2 min 29 s  |
| 2000  | Coupe du monde - Classement Général          |                  | Médaille d'or      |                 |
| 2000  | Championnat du monde                         | Australie        | Médaille de bronze | 1 h 55 min 25 s |
| 1999  | Coupe du monde - Classement Général          |                  | Médaille d'argent  |                 |
| 1998  | Coupe du monde - Classement Général          |                  | Médaille d'or      |                 |
| 1998  | Championnat du monde                         | Suisse           | Médaille d'argent  | 2 h 8 min 3 s   |
| 1997  | Championnat du monde                         | Australie        | Médaille de bronze | 2 h 0 min 48 s  |
| 1996  | Championnat du monde Xterra - Maui           | États-Unis       | Médaille d'or      | 3 h 4 min 53 s  |
| 1993  | Championnat du monde                         | Royaume-Uni      | Médaille d'or      | 2 h 7 min 41 s  |
| 1993  | Coupe du monde - Classement Général          |                  | Médaille de bronze |                 |
| 1992  | Championnat du monde                         | États-Unis       | Médaille d'or      | 2 h 2 min 7 s   |
| 1991  | Championnat du monde                         | Australie        | Médaille de bronze | 2 h 2 min 49 s  |